# Sterneck (Feldkirchen-Westerham)
Sterneck ist ein Ortsteil der Gemeinde Feldkirchen-Westerham. Die Einöde liegt auf einer Höhe von 612,3 m ü. NN im Südwesten der Gemeinde, südlich der Einmündung der Leitzach in die Mangfall, und hat neun Einwohner (Stand 31. Dezember 2004). Westlich der Ortschaft befindet sich der Burgstall Sternegg.
Koordinaten: 47° 53′ N, 11° 50′ O